# سيرجيو فيرنانديز غونزاليز
سيرجيو فيرنانديز غونزاليز (بالإسبانية: Sergio Fernández González) (مواليد 23 مايو 1977 في أفيلس - إسبانيا) لاعب كرة قدم إسباني يلعب حاليا لصالح نادي الدرجة الأولى أوساسونا الإسباني منذ 2008 في مركز قلب الدفاع .

## روابط خارجية
- سيرجيو فيرنانديز غونزاليز على موقع قاعدة بيانات كرة القدم.إي يو (الإنجليزية)
- سيرجيو فيرنانديز غونزاليز على موقع Soccerway.com (الإنجليزية)